# 克里尼奇基 (舊別利斯克區)
49°17′42″N 38°42′35″E / 49.29500°N 38.70972°E
克里尼奇基（烏克蘭語：Кринички）是位於烏克蘭東部的村莊，由盧甘斯克州舊比利斯克區的舊比利斯克市鎮負責管轄。該村始建於1778年，面積0.24平方公里，海拔高度115米，2001年人口78。